# گیلرد نلسون
گیلرد نلسون (به انگلیسی: Gaylord Anton Nelson) سناتور سابق عضو حزب دموکرات ایالات متحده آمریکا بود. وی در سال ۱۹۶۳ تا ۱۹۸۱ میلادی سناتور ایالت ویسکانسین در سنای ایالات متحده آمریکا بود. وی بنیانگذار روز جهانی زمین پاک است